# Almásmező (Neamț megye)
Almásmező románul: Bicazu Ardelean) település Romániában, Neamț megyében, a Magyar Királyság egykori határán. Számos térképeken tévesen felcserélik Gyergyóbékással. 

## Fekvése
Gyergyószentmiklóstól északkeletre, a Békás-szoros után, a Békás-patak mellett fekvő település.

## Története
A település a 18. század folyamán alakult ki egykori pásztorok nyári szállásaiból és a század közepére fejlődött településsé.
A település mellett, a Köszürűkő pataka mentén, húzódott egykor az ezeréves magyar határ.
A 20. század elején Gyergyóbékás község részeként Csík vármegye Gyergyótölgyesi járásához tartozott.
1910-ben Gyergyóbékásnak 7133 lakosa volt, melyből 495 magyar, 77 német, 6559 román volt. Ebből 365 római katolikus, 6572 görögkatolikus, 17 izraelita volt.
1930-ban 4059 lakosából 3924 román, 111 magyar volt.
A 2002 évi népszámláláskor Almásmezőnek 3578 lakosa volt. Ebből 3525 román, 4 magyar és 49 cigány volt.

## Nevezetességek
- Római katolikus temploma 1903-ban épült.

## Híres szülöttei
- Kahána Ernő: (1890. december 2. – Bukarest, 1982. április 28.) orvosi és lélektani író, publicista
- Kahána Mózes: (1897. november 26. – Budapest, 1974. április 11.) író, költő, szerkesztő, műfordító.

## Képgaléria
- Képek Gyergyóbékásról és a békási víztározóról a www.erdely-szep.hu honlapon